# Introgresión

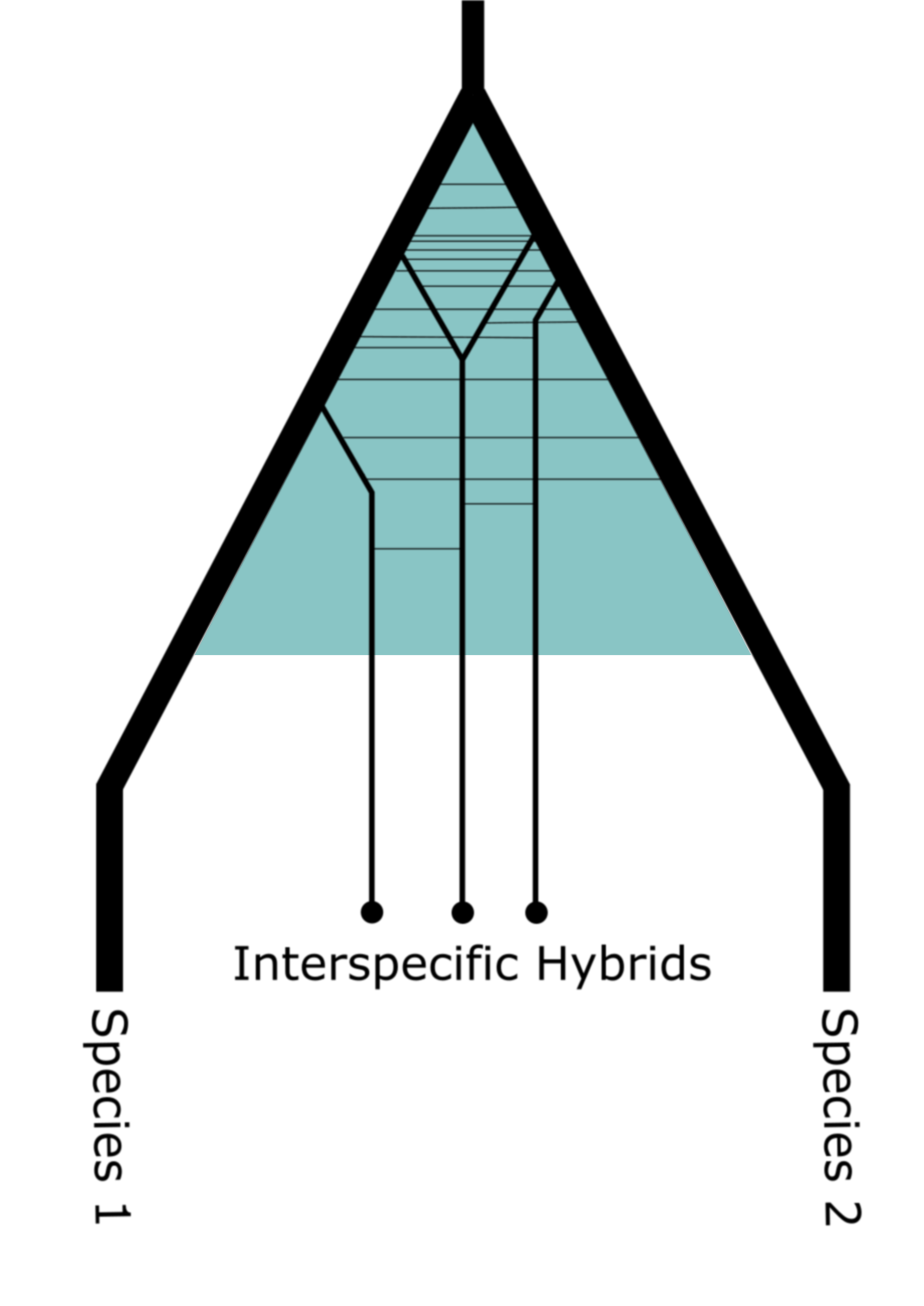
Un modelo filogenético de hibridación introgresiva; la zona híbrida de los linajes de las dos especies se muestra en azul, y cada línea horizontal representa un evento introgresivo individual.

En biología, la introgresión es el movimiento de genes de una especie a otra a consecuencia de un proceso de hibridación interespecífica seguido de retrocruzamiento.

## Ejemplos
- En plantas: existe al menos un caso entre los robles (Quercus) y los abedules (Betula) en el que la introgresión se ha venido produciendo desde hace millones de años sin que se haya producido una fusión de las dos especies.
- En animales:
  - Tras la destrucción de la periferia sur del hábitat del lobo gris, el área fue invadida por coyotes. Debido a la fertilidad de los híbridos, el cruzamiento de lobos machos con coyotes hembras condujo a una introgresión de genes ajenos en las poblaciones tanto de lobos como de coyotes.
  - Otro caso de introgresión actual es el producido entre las especies simpátricas hawaianas de Drosophila: la D. silvestris y la D. heteroneura.
  - Un claro ejemplo de introgresión es el observado en el mimetismo de las mariposas. Se ha estudiado el género Heliconius. Es un género compuesto por 43 especies y multitud de razas con patrones de colores diferentes. Se ha visto que distintas especies de este género, que tienen distribuciones solapantes, presentan patrones de colores similares. Se han hecho estudios entre las especies H. melpomene amaryllis y H. melpomene timareta ssp. nov, que son dos subespecies que solapan geográficamente, dónde se ha observado, mediante ABBA/BABA test, que existe introgresión, entre ellas, de alrededor del 2 al 5 % del genoma. También se ha determinado que esta introgresión no es al azar. Se puede destacar que en los cromosomas 15 y 18, donde se encuentran dos loci importantes (el B/D y el N/Yb) del mimetismo de estos animales, son dos regiones donde claramente se observa introgresión. Se ha comparado estas dos subespecies con Heliconius melpomene agalope, que según el genoma completo está muy próxima a H. melpomene amaryllis y no se observa esta introgresión en estos loci importantes en el mimetismo. Además, se ha hecho el mismo test con otras dos especies que también son solapantes en su distribución. Estas especies son H. timareta florencia y H. melpomene agalope. También se observó la existencia de introgresión en los loci referentes al mimetismo. Finalmente para concluir estos trabajos, se realizaron “sliding-window phylogenetic analyses” de distintas regiones de los loci estudiados. Creándose diferentes árboles filogenéticos según si las regiones elegidas influyen o no, en el mimetismo del animal. En regiones de importancia en el patrón de color, se observa proximidad entre las especies donde ha habido la introgresión antes explicada. En regiones de los loci que no son muy importantes en relación con el patrón de colores de los animales, se observa lejanía entre las especies que se les ha determinado la introgresión.
  - En Homo sapiens: El análisis genético ha mostrado que en la genealogía humana (la historia evolutiva del ser humano) se habría producido introgresión en varias ocasiones. Ejemplo de ello, el cromosoma Y actual más antiguo (llamado cromosoma-Y A00), del cual su origen se remontaría hasta los Homo sapiens arcaicos (hace 0,34 millones de años).[1] También destaca el descubrimiento de la existencia de hibridación con otras especies homínidas más antiguas, tales como el Homo neanderthalensis (de un 1 % a un 4 % de genes neandertales),[2] y con el homínido de Denísova (la población local que vive actualmente en Papúa Nueva Guinea, en el Sudeste Asiático, le debe al menos el 3 % de su genoma a los denisovanos).[3][4]